# Algorytm Berlekampa
Algorytm Berlekampa – algorytm faktoryzacji wielomianów o współczynnikach w ciele skończonym. Został opisany przez Elwyna Berlekampa w 1967.

## Opis algorytmu
Wejście: wielomian {\displaystyle f} stopnia {\displaystyle m} o współczynnikach w ciele {\displaystyle q}-elementowym,
Wyjście: nietrywialny dzielnik wielomianu lub informacja, że jest on potęgą wielomianu nierozkładalnego.
1. Utwórz macierz {\displaystyle Q} wielkości {\displaystyle m\times m,} której {\displaystyle i}-ta kolumna przedstawia {\displaystyle z^{qi}{\bmod {f}}.}
2. Znajdź bazę jądra przekształcenia liniowego {\displaystyle Q-I;} można tego dokonać używając eliminacji Gaussa.
3. Dla dowolnego nieskalarnego wielomianu {\displaystyle g} (jeśli nie istnieje, to wielomian jest potęgą wielomianu nierozkładalnego) reprezentowanego przez wektor z bazy, dla każdego elementu {\displaystyle s\in GF(q),} znajdź największy wspólny dzielnik wielomianów {\displaystyle f} i {\displaystyle g-s} (dla pewnego {\displaystyle s} będzie to poszukiwany nietrywialny dzielnik); może być on znaleziony algorytmem Euklidesa.

## Złożoność i poprawność
Algorytm ma złożoność obliczeniową {\displaystyle O(m^{2}(m+q)(\log(q))^{2}).}
Jego poprawność opiera się na następujących faktach:
- {\displaystyle g(z)^{q}-g(z)=\prod _{s\in GF(q)}(g(z)-s),}
- dla {\displaystyle s\neq t} wielomiany {\displaystyle g-s} i {\displaystyle g-t} są względnie pierwsze,
- {\displaystyle f(z)=\prod _{s\in GF(q)}gcd(f(z),g(z)-s).}